# Nachtsichtgerät APN 5-40

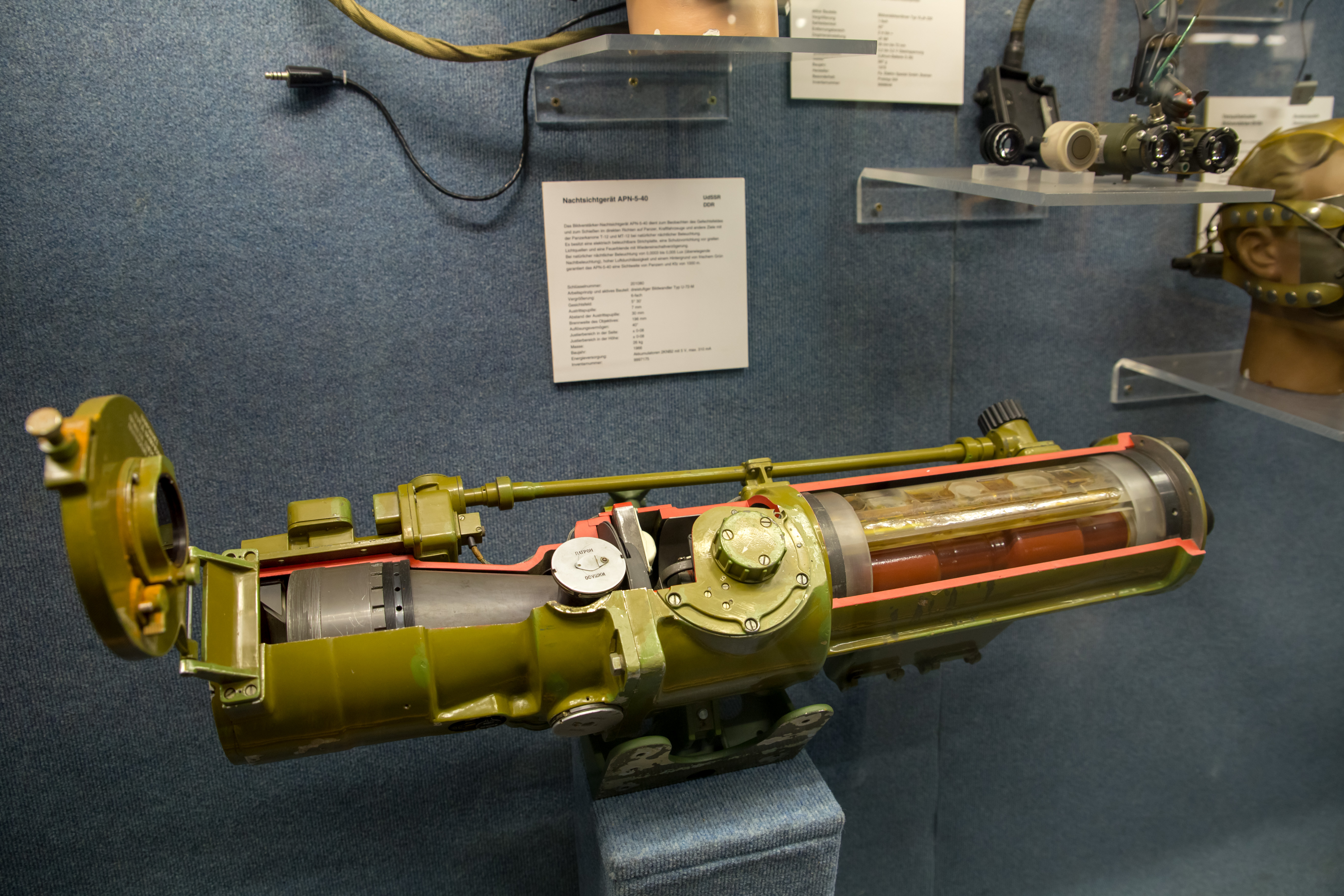
Nachtsichtgerät APN-5-40 in der Wehrtechnischen Studiensammlung Koblenz

Das Nachtsichtgerät APN 5-40 (AПН 5-40 1ПН21А) ist ein sowjetisches Nachtsichtgerät zur Beobachtung des Gefechtsfeldes und zur Anwendung im direkten Richten auf den Panzerabwehrkanonen T-12 und MT-12.
Es handelt sich um ein passives Infrarotgerät mit 6-facher Vergrößerung und einem Blickfeld mit 5° 30'. Die Objektivbrennweite beträgt 196 mm.